# Tadeusz Michejda
Tadeusz Michejda (ur. 26 września 1879 w Nawsiu na ówczesnym Śląsku Austriackim, zm. 18 kwietnia 1956 w Warszawie) – polski działacz społeczny, lekarz i polityk. Senator III kadencji w II RP, poseł do Krajowej Rady Narodowej i na Sejm Ustawodawczy, w latach 1947–1951 minister zdrowia, następnie do 1952 minister bez teki. W latach 1949–1950 kierował Stronnictwem Pracy.

## Życiorys
Urodził się w rodzinie pastora Franciszka i Anny z domu Roiczek, był bratem Władysława oraz bratankiem prawnika Jana Michejdy. Dwukrotnie żonaty. W 1909 wziął ślub z Anną z domu Kühnel (zm. 1948), a w 1950 z Heleną z domu Filińska-Stawińska.
Ukończył polskie gimnazjum w Cieszynie, następnie podjął studia lekarskie na Uniwersytecie Jagiellońskim i na Uniwersytecie Karola w Pradze oraz w lekarskiej szkole wojskowej w Wiedniu, w 1906 na UJ został doktorem medycyny. Należał do organizacji młodzieżowej „Jedność” w Cieszynie, w czasie studiów prezes „Ogniska” w Pradze, Związku Akademików Polskich na Śląsku, „Znicza” i Towarzystwa Wzajemnej Pomocy Uczniów Uniwersytetu Jagiellońskiego.
Służył w armii Austro-Węgier w 1902 w 97 Pułku Piechoty, a w latach 1906–1909 jako lekarz wojskowy szpitalach w Wiedniu i Lwowie, zwolniony w stopniu kapitana rezerwy. W okresie 1906–1910 był asystentem i sekundariuszem w szpitalach w Wiedniu, a w 1911 lekarzem miejskim w Tuchowie. Następnie do 1921 pracował jako lekarz kolejowy i kopalniany w Suchej Górnej, od 1914 do 1915, był lekarzem garnizonowym w Krakowie. Członek zarządu głównego Polskiej Macierzy Szkolnej, był prezesem Polskiego Towarzystwa Gimnastycznego „Sokół”, „Sekretariatu Kresowego” i spółki wydawniczej „Dziennika Cieszyńskiego”. Należał też do Ligi Narodowej.
W 1918 jako członek Rady Narodowej Księstwa Cieszyńskiego uczestniczył w akcji rozbrajania wojsk okupacyjnych na Zaolziu, a w 1919 przewodniczył akcji plebiscytowej na tym terenie. Aresztowany podczas wojny polsko-czechosłowackiej przez władze czechosłowackie 28 stycznia 1919 za organizowanie zbrojnego oporu, przebywał w więzieniu garnizonowym w Morawskiej Ostrawie, następnie do 5 lutego w obozie jeńców i internowanych, zwolniony wskutek interwencji misji alianckiej, do końca sierpnia 1921 przebywał w Czechosłowacji po podziale Śląska Cieszyńskiego. W Wojsku Polskim otrzymał stopień kapitana lekarza rezerwy (ze starszeństwem od 1 czerwca 1919) przydzielony do 1 Batalionu Sanitarnego, należał do Związku Oficerów Rezerwy Rzeczypospolitej Polskiej. W latach 1921–1929 był lekarzem powiatowym w Działdowie, następnie do 1932 lekarzem naczelnym Kasy Chorych w Toruniu i kierownikiem własnego Zakładu Terapii Fizykalnej. W Toruniu należał do miejscowej parafii ewangelicko-augsburskiej.
Był członkiem wydziału powiatowego, sejmiku wojewódzkiego i zarządu Komunalnej Kasy Oszczędności w Toruniu. Należał również do rady nadzorczej Związku Obrony Kresów Zachodnich, zarządu okręgowego Polskiego Czerwonego Krzyża i wiceprezesem Pomorskiego Związku Lekarzy. W 1921 wstąpił do Narodowej Partii Robotniczej, w której był wiceprezesem zarządu okręgu, a także członkiem zarządu wojewódzkiego, rady nadzorczej i głównego komitetu wykonawczego. Prezes spółki wydawniczej „Obrona Ludu” w Toruniu.
Po przewrocie w maju 1926 stanął w opozycji wobec obozu sanacyjnego. Od 1932 prowadził praktykę prywatną i pracował w samorządzie, od 1937 był dyrektorem i lekarzem naczelnym Kasy Chorych w Ostrowie Wielkopolskim. W 1937 uczestnik kongresu zjednoczeniowego NPR, Polskiego Stronnictwa Chrześcijańskiej Demokracji i Związku Hallerczyków, na którym został wybrany do Rady Naczelnej i Zarządu Głównego nowo utworzonego Stronnictwa Pracy. Od 1936 związany z lożą masońską „Staszic” w Zagłębiu Dąbrowskim. W czasie II wojny światowej początkowo przebywał w Warszawie, od 1940 w Ostrowie Wielkopolskim i Cieszynie, poszukiwany przez Niemców wyjechał do Krakowa. W latach 1942–1945 naczelny lekarz Kasy Chorych w Rzeszowie, nie uczestniczył w konspiracji. Po wojnie krótko służył jako lekarz 10 Dywizji Piechoty, organizował Izbę Lekarską i Związek Zawodowy Lekarzy w Rzeszowie i w Ostrowie Wielkopolskim.
Pełnił mandat senatora III kadencji z ramienia Centrolewu, należał do Zespołu Senatorów ChD i NPR. Po wojnie pełnił mandat posła do Krajowej Rady Narodowej z ramienia SP, a następnie był posłem na Sejm Ustawodawczy (reprezentując kolejno SP i SD). Zasiadał także w Miejskiej Radzie Narodowej w Ostrowie Wielkopolskim.
Był wiceprezesem SP po reaktywacji jej działalności (od 1945). Od 1946 do 1949 był prezesem RN SP, a 6 lutego 1949 stanął na czele partii (jako przewodniczący Głównego Komitetu Wykonawczego). W lipcu 1950 wraz z częścią członków SP (które w kraju się rozwiązało) wstąpił do Stronnictwa Demokratycznego. W SD był wiceprzewodniczącym prezydium Centralnego Komitetu od 1950 do śmierci. Był radnym Miejskiej Rady Narodowej w Ostrowie Wielkopolskim i organizatorem tamtejszego Towarzystwa Przyjaźni Polsko-Radzieckiej. Od 10 stycznia 1946 wiceminister, a od lutego 1947 do stycznia 1951 minister zdrowia, następnie do listopada 1952 minister bez teki. W listopadzie 1949 został członkiem Ogólnokrajowego Komitetu Obchodu 70-lecia urodzin Józefa Stalina.
Wiceprezes Zarządu Głównego PCK, członek Rady Naczelnej Polskiego Związku Zachodniego (prezes honorowy okręgu Ostrów), Związku Bojowników o Wolność i Demokrację i TPPR, prezes Rady Naczelnej Spółdzielni Pracy Ministerstwa Zdrowia.
Pochowany na cmentarzu Rakowickim w Krakowie (kwatera AA-płn-2).

## Ordery i odznaczenia
- Krzyż Komandorski z Gwiazdą Orderu Odrodzenia Polski (23 września 1949)[3]
- Medal Niepodległości
- Srebrny Krzyż Zasługi (9 września 1924)[4]
- Medal 10-lecia Polski Ludowej (12 stycznia 1955)[5]
- Krzyż Wielki Orderu Lwa Białego (Czechosłowacja)